# Geschiedenis van Mexico-Stad
De geschiedenis van Mexico-Stad begint in 1325 toen de stad gesticht werd door de Azteken, hoewel het gebied al langer bewoond was. De oorspronkelijke naam van de stad was Tenochtitlan. Het was toen de hoofdstad van het Aztekenrijk. In Mexico-Stad is nog vrij weinig over van Tenochtitlan, doordat er veel verloren is gegaan tijdens opstanden en de inneming door de conquistadores.

## Precolumbiaanse periode

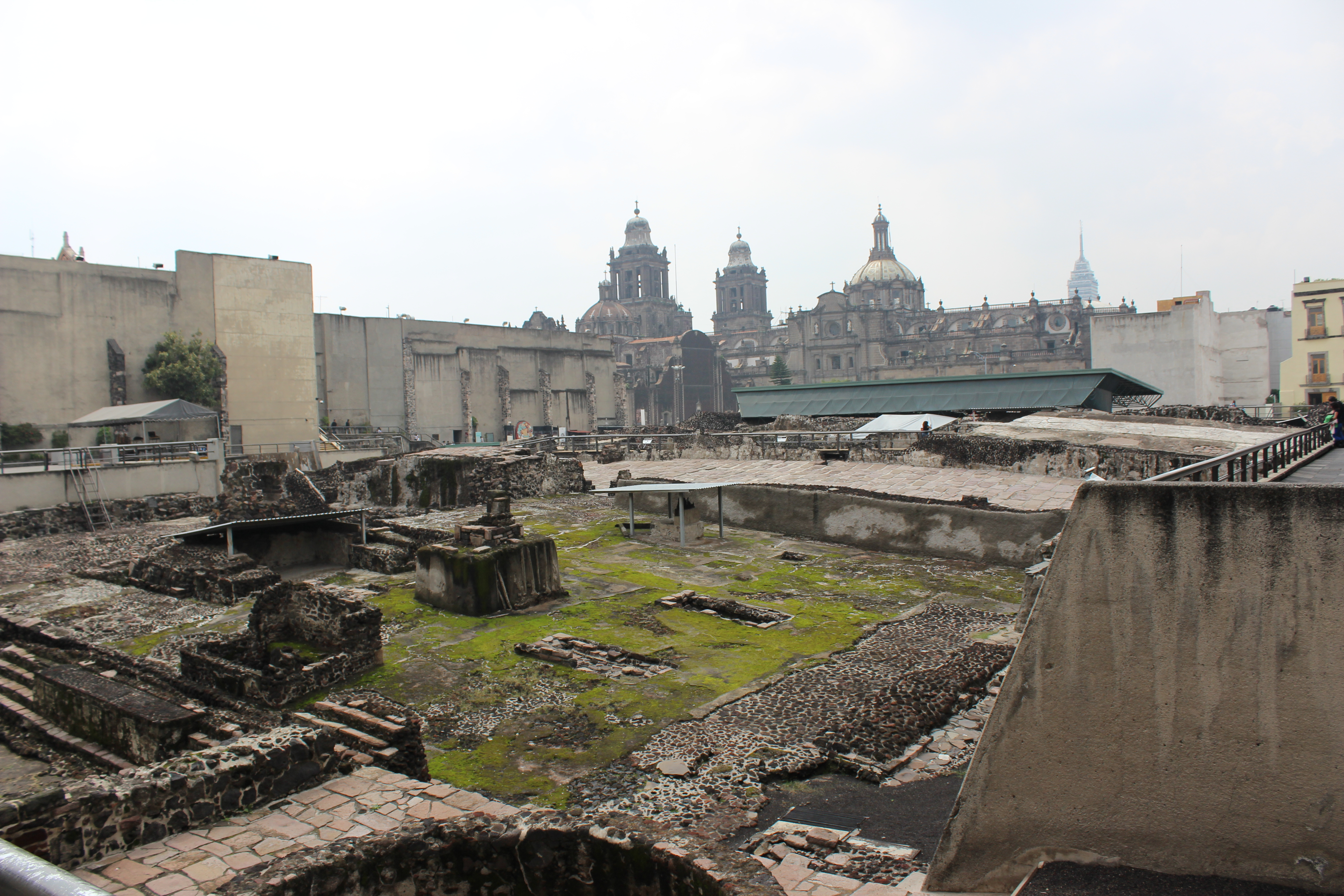
Ruïnes van Tenochtitlan

Het Dal van Mexico is zeker sinds het tiende millennium v. Chr. bewoond. De eerste culturen in het dal waren die van Tlatilco en Cuicuilco, waarvan de laatste rond het begin van de jaartelling door een vulkaanuitbarsting is bedolven.
Mexico-Stad werd in 1325 gesticht door de Azteken. Volgens de legende zou hun stamgod Huitzilopochtli de plaats aanwijzen waar de op dat moment nog nomadische Azteken zich moesten vestigen, door een adelaar op een cactus een slang te laten verslinden. De stad werd Tenochtitlan genoemd, naar Tenoch, volgens de legende de eerste leider van de Azteken, maar werd ook wel bekend als Mexihco-Tenochtitlan, naar de centrale provincie van het Azteekse rijk. De etymologie van Mexico is onzeker, vermoedelijk betekent het 'plaats van Mextli' of 'plaats van de maguey'. De oorspronkelijke uitspraak in het Nahuatl was me'sjiko (IPA: [meʔˈʃiko]), tegenwoordig zegt men in het Spaans meggiko (IPA: [ˈmexiko]).
De Azteken waren laatkomers in het dal van Mexico, en in werkelijkheid was de stichting waarschijnlijk heel wat minder roemrucht. De volkeren die al in het dal van Mexico leefden, Tepaneken en Acolhua's, waren de Azteken vijandig gezind, en lieten hen op het slechtste stuk land van de omgeving wonen, op een aantal eilandjes in het Texcocomeer. Naar verluidt gingen de Tepaneken en Acolhua’s ervan uit dat de Azteken gedood zouden worden door de vele slangen die er leefden. Toen zij na een tijdje de eilanden bezochten om te kijken of de Azteken nog in leven waren, kwamen ze erachter dat zij alle slangen hadden opgegeten.
In de eerste jaren dienden de Azteken als huursoldaten voor de verschillende post-Tolteekse stadstaten uit het dal van Mexico en werden vazallen van de Tepaneekse koning Tezozomoc. Deze werd opgevolgd door zijn zoon Maxtla, die de Azteekse leider Chimalpopoca liet vermoorden. Chimalpopoca's opvolger Izcoatl sloot een verbond met koning Nezahualcóyotl van Texcoco, en samen verdreven en onderwierpen ze de Tepaneken. De stad Tlacopan sloot zich bij dit verbond aan, waarmee het Drievoudig Verbond ontstond, dat de geschiedenis is ingegaan als het Azteekse Rijk. Tenochtitlan breidde zich al snel uit over aangrenzende eiland, waardoor het Venetië van de Nieuwe Wereld ontstond. Op zijn hoogtepunt telde Tenochtitlan 212.500 inwoners, op Parijs en Constantinopel na de grootste stad ter wereld. De markt van Tlatelolco, een voorstad van Tenochtitlan, was op dat moment de grootste ter wereld.

## Koloniale periode

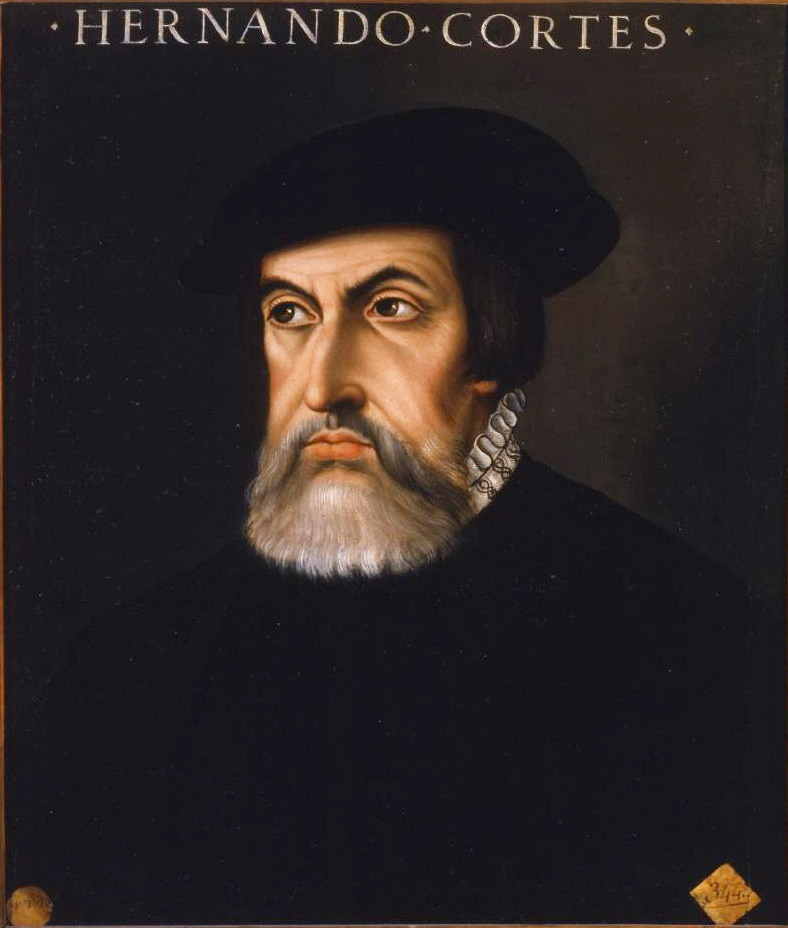
Hernán Cortés

In 1519 bereikte de Spaanse conquistador Hernán Cortés de stad. Hij werd vriendelijk ontvangen, maar nam de Azteekse leider Motecuhzoma II gevangen. Toen Cortés enige maanden afwezig was om een rivaliserende conquistador te bevechten richtte Cortés' luitenant Pedro de Alvarado een slachting aan tijdens een Azteeks religieus feest. Toen Cortés terugkeerde trof hij de stad in chaos aan. Moctezuma probeerde zijn volk tot bedaren te brengen, maar kwam daarbij om het leven. Cortés en de zijnen ontvluchtten in de daaropvolgende nacht, die bekend is geworden als de Treurnacht (La Noche Triste) de stad, waarbij veel van zijn soldaten en inheemse hulptroepen om het leven kwamen. Intussen had vanaf december 1520 een pokkenepidemie de stad getroffen, waarbij de helft van de bevolking om het leven kwam. Cortés zette zijn hoofdkwartier op in Texcoco, en begon het beleg van Tenochtitlan.
Na een maandenlange belegering, waarbij het grootste deel van de stad werd verwoest, gaf de laatste Azteekse leider Cuauhtemoc zich op 13 augustus 1521 over aan de Spanjaarden. De Spanjaarden lieten op de ruïnes van Tenochtitlan Mexico-Stad als koloniale stad herrijzen, dat de hoofdstad werd van de Spaanse kolonie Nieuw-Spanje, waardoor er een kolossaal gebied, tot de Filipijnen, Californië en Hispaniola aan toe, vanuit Mexico-Stad bestuurd werd. De vicekoningen zetelden in het fort Chapultepec. Met de verovering werd ook het rooms-katholicisme geïntroduceerd. In Mexico-Stad verrezen niet minder dan duizend kerken, waaronder de Catedral Metropolitana de la Ciudad de México, een van de grootste barokke bouwwerken ter wereld. In 1531 verscheen naar verluidt in Tepeyac in het noorden van Mexico-Stad de Maagd van Guadalupe aan de indiaanse jongen Juan Diego. De maagd van Guadalupe zou later uitgroeien tot de beschermheilige van Mexico-Stad. In 1551 werd de Koninklijke Universiteit van Mexico geopend, de eerste universiteit van het Amerikaanse vasteland.
Bij de vernietiging van Tenochtitlan werden ook de meeste dammen vernield, waardoor het Texcocomeer nu regelmatig overstroomde en Mexico-Stad regelmatig onder water kwam te staan. Er werd begonnen met het indammen van het meer, dat nu geleidelijk begon te krimpen. De meerbodem bleek echter niet geschikt voor landbouw, waardoor er problemen ontstonden met de voedselvoorziening. In 1692 brak er vanwege de hoge voedselprijzen een opstand uit van de indianen, waarbij een groot aantal gebouwen beschadigd werden.

## 19e eeuw

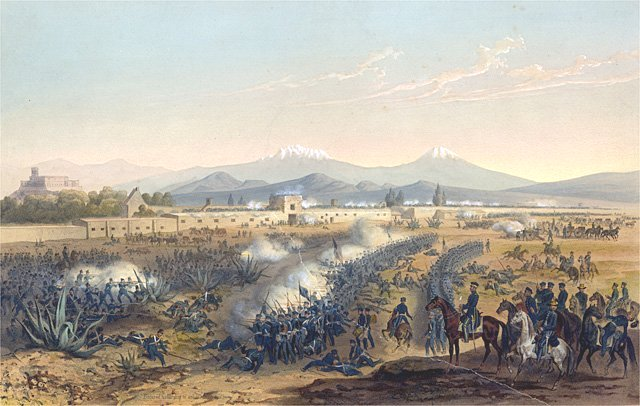
De Slag om Molino del Rey, even ten zuiden van Mexico-Stad

De Mexicaanse Onafhankelijkheidsoorlog is grotendeels aan Mexico-Stad voorbijgegaan, in de stad is nooit gevochten. Na de onafhankelijkheid in 1821 werd Mexico-Stad de hoofdstad van Mexico. Drie jaar later, bij de invoering van de republiek en de opstelling van de grondwet van 1824 werd Mexico-Stad ingedeeld in het Federaal District (Distrito Federal, D.F.), gemodelleerd naar het Amerikaanse District of Columbia (naar analogie van Washington D.C. wordt Mexico-Stad sindsdien ook wel México D.F. genoemd). Toen telde Mexico-Stad zo'n 200.000 inwoners.
Hoewel Mexico-Stad de onafhankelijkheidsoorlog zonder kleerscheuren doorstond, kreeg het in de decennia daarna regelmatig staatsgrepen, revoluties en buitenlandse interventies te verduren. Onder andere in 1840 en 1844 is er in de straten van Mexico-Stad hevig gevochten tussen verschillende groeperingen, en de hoofdstad is tijdens burgeroorlogen een aantal keer kortstondig verplaatst naar onder andere Querétaro, Guadalajara, Veracruz en Paso del Norte. Tijdens de Mexicaans-Amerikaanse oorlog besloten de Amerikanen over te gaan tot een aanval op Mexico-Stad, nadat Mexico had geweigerd zich over te geven. De Amerikaanse generaal Winfield Scott marcheerde vanuit Veracruz op naar Mexico-Stad. In een serie veldslagen wist hij de Mexicaanse dictator Antonio López de Santa Anna te verslaan, waarna op 2 februari 1848 de vrede van Guadalupe Hidalgo werd getekend. Mexico is dit verlies nog steeds niet geheel te boven gekomen; vooral de slag om Chapultepec, waarbij de jonge Niños Héroes om het leven zijn gekomen, heeft mythische vormen aangenomen.
In 1863 werd Mexico-Stad opnieuw bezet, dit keer door de Fransen, die in de Mexicaanse strijd tussen conservatieven en liberalen waren geïntervenieerd en in Mexico het Tweede Mexicaanse Keizerrijk vestigden. Gedurende de Franse interventie in Mexico werd een verkiezing gehouden waarin de bevolking van Mexico-Stad zich uitsprak voor een monarchie. Maximiliaan van Oostenrijk werd in 1864 tot keizer gekroond, en ging samen met zijn vrouw, prinses Charlotte van België wonen in Chapultepec. De belangrijkste bijdrage van Maximiliaan aan Mexico-Stad is de Keizersavenue, die later werd hernoemd tot Paseo de la Reforma. De monarchie was echter nooit populair, en nadat de Fransen Mexico verlieten stortte het keizerrijk ineen. Op 19 juni 1867 werd Maximiliaan in Querétaro samen met twee van zijn generaals gefusilleerd.

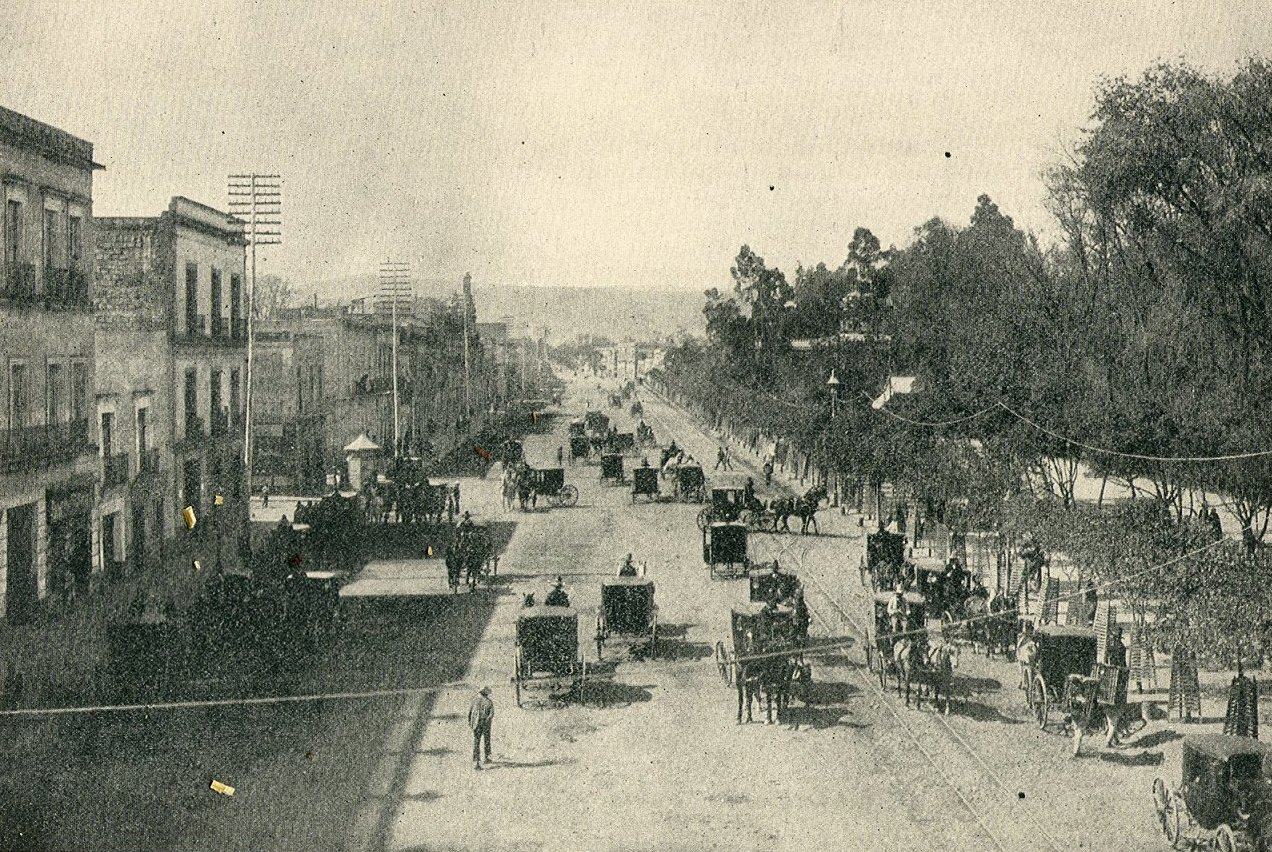
Mexico in 1890

Nog twee keer werd er gevochten in Mexico-Stad, daarna zou het lange tijd rustig blijven. In 1861 ondernam Porfirio Díaz een poging Benito Juárez af te zetten en zichzelf tot president te maken, maar slaagde daar niet in. Vijf jaar later, Juárez was inmiddels overleden, lukte zijn machtsovername wel. Díaz zou Mexico de daaropvolgende vijfendertig jaar blijven regeren. Onder Díaz werd Mexico-Stad grootschalig gemoderniseerd. Het Texcocomeer werd vrijwel geheel drooggelegd en het wegennet werd verbeterd. Omdat Porfirio Díaz een bewonderaar was van Frankrijk, liet hij hele stadswijken in Franse stijl optrekken. Zo kwam Mexico-Stad aan de bijnaam Parijs van de Nieuwe Wereld. De bekendste Porfiriaanse monumenten zijn het Palacio de Bellas Artes en het onafhankelijkheidsmonument Ángel de la Independencia, dat in 1910, op het eeuwfeest van de onafhankelijkheid voltooid werd. In dat jaar had de stad 720.000 inwoners.

## Revolutie
In 1910 brak de Mexicaanse Revolutie uit. Díaz werd verjaagd en in 1911 werd de liberaal Francisco I. Madero tot president gekozen. De eerste jaren van de revolutie gingen grotendeels aan Mexico-Stad voorbij, maar de gebeurtenissen van februari 1913 zouden een grote schok betekenen voor de inwoners. Félix Díaz, neef van Porfirio, was in opstand gekomen tegen Madero. Tien dagen lang vonden er hevige gevechten plaats in Mexico-Stad tussen de Felicistas, aanhangers van Díaz, en Maderogetrouwe groepen, geleid door Victoriano Huerta. Duizenden inwoners kwamen hierbij om het leven, en de gebeurtenis zou de geschiedenis ingaan als de decena trágica (tragische tiendaagse). Het bleek echter een vooropgezet spel te zijn: Huerta en Díaz hadden een complot gesmeed. Nadat de meeste Maderogetrouwe soldaten om het leven waren gekomen liep Huerta over naar de Felicistas. Madero werd gevangengenomen en vier dagen later vermoord. Huerta riep zichzelf uit tot president. Hij sloot het Congres, stelde de grondwet buiten werking en regeerde met ijzeren vuist.

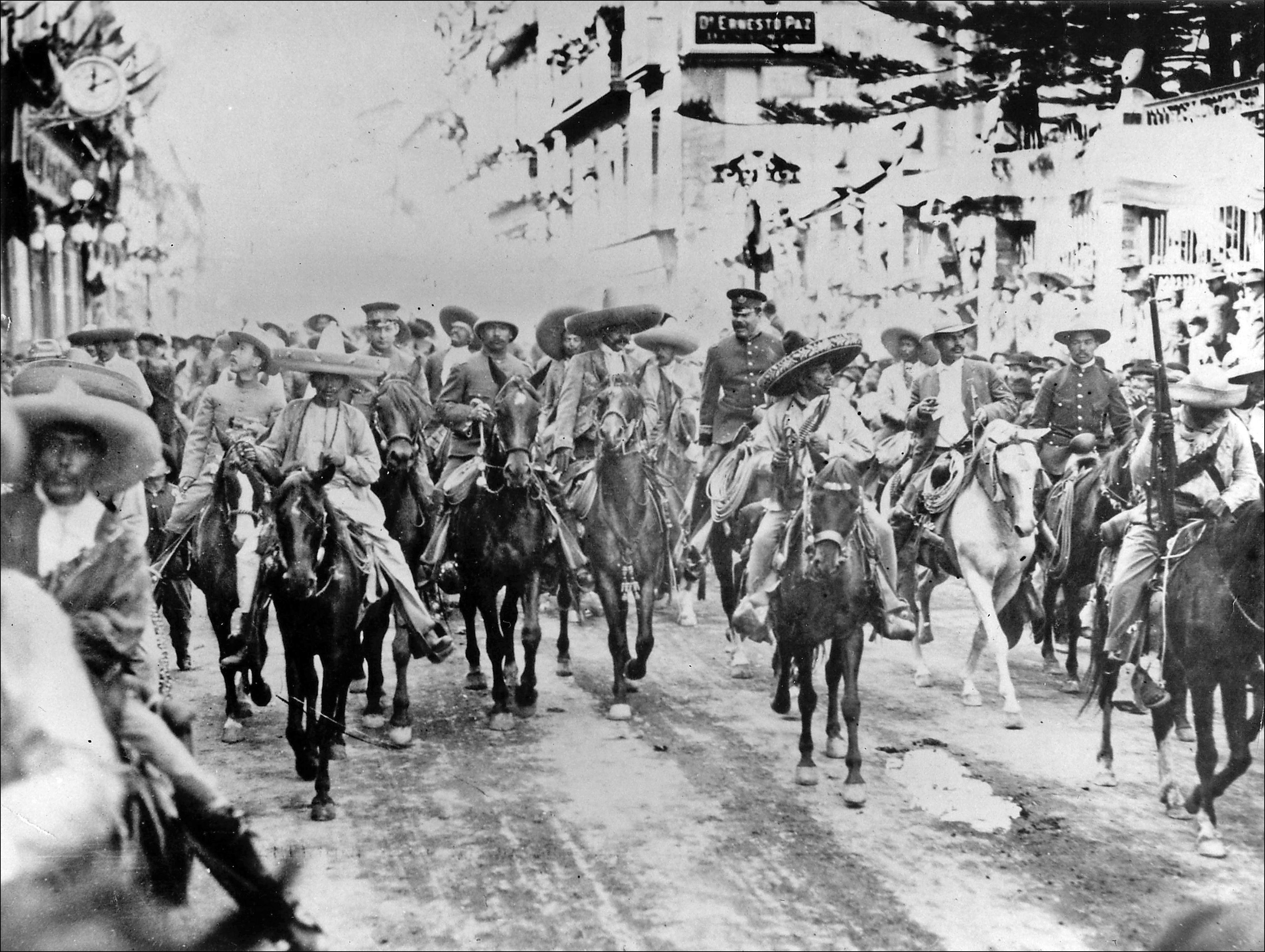
Zapata en Villa in Mexico-Stad

Huerta zou niet lang regeren. In de zomer van 1914 nam hij halsoverkop de vlucht, en liet een machtsvacuüm achter in Mexico-Stad. In december bereikten Emiliano Zapata en Pancho Villa Mexico-Stad, en werd Eulalio Gutiérrez tot voorlopig president benoemd. Zapata en Villa kregen echter ruzie met de mederevolutionairen onder leiding van Venustiano Carranza, en werden gedwongen de stad te verlaten. Carranza werd voorlopig president. In 1917 liet hij een nieuwe grondwet opstellen, waarna hij tot president werd gekozen. Hierna kwam de revolutie tot rust, hoewel Carranza in 1920 werd vermoord en werd opgevolgd door Álvaro Obregón.
In de jaren na de revolutie ontwikkelde Mexico-Stad zich tot een internationaal cultureel centrum. Artiesten als Diego Rivera en zijn vrouw Frida Kahlo, David Alfaro Siqueiros en José Clemente Orozco werden wereldbekend, het muralisme werd ontwikkeld tot instrument om de idealen van de revolutie uit te dragen en José Vasconcelos ontwikkelde de filosofie van het mestiezendom. Ook de Zeven wijzen van Mexico konden in die periode gedijen. Mexico-Stad werd een aantrekkelijke stad voor linkse intellectuelen uit de hele wereld. Zo is Leon Trotski ernaartoe gevlucht. Op 20 augustus 1940 sloeg de geheim agent Ramón Mercader hem daar de schedel in met een ijsbijl.
Intussen begon de bevolking explosief te groeien. De kaap van de een miljoen inwoners werd gerond en langzaam maar zeker werden omliggende plaatsen opgeslokt door de alsmaar uitdijende metropool. In 1928 werd de gemeentes binnen het Federaal District opgeheven en vervangen door districten met weinig zeggenschap. De gouverneur van het Federaal District werd een minister die werd benoemd door de president. In de volksmond stond deze bekend als 'regent' en in feite bekleedde hij de functie van ongekozen burgemeester.

## Moderne geschiedenis
In 1968 kwamen de Olympische Spelen naar Mexico-Stad. Dit was de eerste keer dat de Olympische Spelen in een ontwikkelingsland werden georganiseerd, dus de Mexicaanse regering deed alles om ervoor te zorgen dat Mexico als een modern en georganiseerd land gezien zou worden. 1968 was echter ook het jaar van de wereldwijde studentenopstanden; zo ook in Mexico-Stad. Maandenlang vonden er protesten plaats tegen de steeds autoritairder regerende Institutioneel Revolutionaire Partij (PRI). De regering greep hardhandig in, culminerend in het bloedbad van Tlatelolco, waarbij op 2 oktober twee- tot driehonderd demonstranten om het leven werden gebracht.
Intussen zette de bevolkingsgroei door. Hoewel de welvaart en hulpbronnen stegen, was het dikwijls niet genoeg om de met 7% per jaar groeiende bevolking bij te houden. Het Texcocomeer was inmiddels vrijwel geheel verdwenen, en de schamele delen die nog over waren, waren veranderd in een gifpoel. Mexico-Stad kreeg nu juist problemen met de watervoorziening. De aquifers onder de stad zijn bij lange na niet meer voldoende voor alle inwoners, en daarnaast ook nog eens erg vervuild. Vanwege het feit dat Mexico-Stad in een dal ligt blijft de luchtvervuiling ook nog eens hangen, waardoor per jaar tienduizenden mensen om het leven komen. Ook het verkeer van de stad begon dicht te slibben, waardoor er werd besloten over te gaan tot het aanleggen van de Metro van Mexico-Stad. De eerste metrolijn werd in 1969 geopend door president Gustavo Díaz Ordaz.
Drie jaar na Tlatelolco werden bij het bloedbad op Corpus Cristi wederom enkele tientallen demonstranten gedood. Rond deze tijd begon ook de politieke corruptie toe te nemen, vooral onder burgemeester Carlos Hank González (1975-1982). Met meest berucht was politiechef Arturo "El Negro" Durazo, die in 1984 wegens onder andere meervoudige moord, en afpersing tot 16 jaar gevangenisstraf werd veroordeeld. In de jaren 80 zette bovendien een economische crisis in, waarna de criminaliteitscijfers sterk begonnen te stijgen. Op 19 september 1985 verwoestte een aardbeving met een kracht van 8,1 op de schaal van Richter grote delen van de stad. De instabiele bodem verhevigde de schokgolven als een drilpudding (dit effect heet sindsdien het Mexico City Effect). De armste wijken waren gebouwd op de minst stabiele grond en daardoor trof deze aardbeving ze het hardst. Ook de hulpverlening schoot tekort. De PRI misbruikte beschikbare hulpgoederen voor propagandadoeleinden. Tussen de 9000 en 35.000 personen kwamen bij de aardbeving om het leven. Veel hulpcomités die door bewoners waren opgericht om de slachtoffers van de aardbeving te helpen werden later omgevormd tot politieke oppositiebewegingen.
In 1997 vonden dan uiteindelijk politieke hervormingen plaats. De districten van Mexico-Stad werden gedemocratiseerd en de burgemeester werd voortaan gekozen. De eerste burgemeester die rechtstreeks verkozen werd was Cuauhtémoc Cárdenas van de linkse Partij van de Democratische Revolutie (PRD). Ironisch genoeg werd Óscar Espinosa, de laatste PRI-burgemeester van Mexico-Stad, na zijn termijn aangeklaagd wegens corruptie; momenteel is hij nog steeds voortvluchtig. Cárdenas trad in 2000 af om mee te doen aan de presidentsverkiezingen. Partijgenoot Andrés Manuel López Obrador ("AMLO") werd tot zijn opvolger gekozen. In zijn vijf jaar durende burgemeesterschap wist hij zich door middel van uitgebreide sociale programma's en investeringen in publieke werken even controversieel als populair te maken. In 2005 trad hij terug om deel te kunnen nemen aan de presidentsverkiezingen van 2006. Een jaar later werd bij de burgemeestersverkiezingen zijn partijgenoot Marcelo Ebrard tot nieuwe burgemeester verkozen. Deze verkiezingen vonden plaats op 2 juli, de dag waarop ook de presidentsverkiezingen plaatsvonden. In de voorlopige uitslag leidde Felipe Calderón met een miniem verschil op López Obrador, die beweerde dat er fraude in het spel was en een hertelling eiste. Hierdoor trokken zijn aanhangers de straat op, en blokkeerden een aantal strategische punten, waaronder de Paseo de la Reforma, waardoor het openbare leven in Mexico-Stad ontwricht werd.
In 2007 werd het Federaal District de eerste politieke entiteit in Mexico waar abortus gelegaliseerd werd; enkele weken eerder waren burgerlijke partnerschappen voor homoseksuelen gelegaliseerd. Burgemeester Ebrard kondigde aan te onderzoeken of ook euthanasie gelegaliseerd kan worden.
In 2009 vormde Mexico-Stad het centrum van de uitbraak van de Mexicaanse griep.
Momenteel telt het Federaal District 8,5 miljoen inwoners, en Mexico-Stad inclusief voorsteden 23 miljoen. Hiermee is het de grootste stad van Mexico en Latijns-Amerika, en tweede op de Lijst van grootste metropolen ter wereld na Tokio en voor New York.